# Kevin Kokila
Kevin Kokila (Ivry-sur-Seine, 3 settembre 2001) è un cestista francese con cittadinanza angolana.

## Carriera

### Nazionale
Nel 2023 è stato convocato per il Mondiale.